# Okręg wyborczy Kensington and Chelsea
Okręg wyborczy Kensington and Chelsea powstał w 1997 r. i wysyłał do brytyjskiej Izby Gmin jednego deputowanego. Obejmował on centra londyńskich dzielnic Kensington i Chelsea. Został zlikwidowany w 2010 r.

## Deputowani do brytyjskiej Izby Gmin z okręgu Kensington and Chelsea
- 1997–1999: Alan Clark, Partia Konserwatywna
- 1999–2005: Michael Portillo, Partia Konserwatywna
- 2005–2010: Malcolm Rifkind, Partia Konserwatywna